# تاريخ علم القراءات في البصرة
تاريخ علم القراءات في البصرة تُعد البصرة من أهم مدارس القراءات في البلاد الإسلامية، فقد نشأت على يد الصحابي أبي موسى الأشعري، عندما جمع الخليفة عثمان بن عفان الناس على حرف واحد، وأرسل إلى جميع الأمصار مصحفًا من مصاحفه التي نسخها من مصحف الخليفة أبي بكر، وأرسل معه قارئًا يقرئ الناس بما فيه، فأرسل إلى البصرة مصحفًا، ومعه عامر بن عبد القيس، ليقرئ الناس بما فيه.
وأبرز علماء هذه المدرسة: أبو عمرو البصري، ويعقوب الحضرمي.
وإلى القرن الخامس الهجري كانت قراءة يعقوب الحضرمي هي القراءة التي كان يقرأ بها أهل البصرة، ثم عادت قراءة أبي عمرو إلى الواجهة مرة أخرى، وأصبحت رواية حفص الدوري عن أبي عمرو البصري هي القراءة السائدة في البصرة، ثم انتقلت إلى الكوفة، وانتشرت هناك مع الزمن، حتى طغت على أهل العراق والحجاز والشام ومصر والسودان وشرق إفريقيا إلى القرن العاشر الهجري.
وحتى بعد أن اعتمد العثمانيون قراءة حفص عن عاصم كقراءة رسمية، لجميع المناطق التي تحت إمرتهم، حافظت رواية حفص الدوري عن أبي عمرو البصري، على ذيوعها وانتشارها في: الصومال، والسودان، وتشاد، ونيجيريا، وغيرها.

## مدرسة البصرة في القراءات

### معنى القراءات
القراءات لغة: جمع قراءة، وهي مصدر الفعل قرأ، وقرأت الشيء أي جمعته وضممت بعضه إلى بعض، قال ابن الأثير: كل شيء جمعته فقد قرأته، وسمي القرآن قرآنا لأنه جمع القصص والأمر والنهي والوعد والوعيد والآيات والسور بعضها إلى بعض.
وفي اصطلاح القراء: علم بكيفية أداء كلمات القرآن واختلافها بعزو الناقلة.

## نشأة مدرسة البصرة في القراءات
استقر في البصرة عدد كبير من الصحابة، الذين كانوا يقومون بتعليم القرآن، وعلى رأسهم أبو موسى الأشعري، ثم جمع الخليفة عثمان بن عفان الناس على حرف واحد، وأرسل إلى جميع الأمصار مصحفًا من مصاحفه التي نسخها من مصحف الخليفة أبي بكر، وأرسل معه قارئًا يقرئ الناس بما فيه، فأرسل إلى البصرة مصحفًا، ومعه عامر بن عبد القيس، ليقرئ الناس بما فيه، وأمر ببقية المصاحف والصحف أن تتلف وتحرق، وانتشرت القراءة بمصحف عثمان، وخاصة أن قراءة أبي موسى لم تكن بعيدة عما في مصحف عثمان.

## أبرز أعلام مدرسة البصرة

### الأول: أبو عمرو البصري
أبو عمرو بن العلاء ابن عمار بن العريان، كان مقدمًا في عصره، عالمًا بالقراءة ووجوهها، قدوة في العلم باللغة، إمام الناس في العربية، وكان مع علمه باللغة وفقهه بالعربية، متمسكا بالآثار، لا يكاد يخالف في اختياره ما جاء عن الأئمة قبله، متواضعا في علمه، قرأ على أهل الحجاز، وسلك في القراءة طريقهم، ولم تزل العلماء في زمانه تعرف له تقدمه، وتقر له بفضله، وتأتم في القراءة بمذاهبه.
شيوخه: قرأ على مجاهد، وسعيد بن جبير، ويحيى بن يعمر، وابن كثير.
تلامذته ورواته: قرأ عليه يحيى بن المبارك اليزيدي، الذي قرأ عليه: حفص الدوري، وعلي السوسي، اللذان نشرا قراءته.

### الثاني: يعقوب الحضرمي
يعقوب بن إسحاق بن زيد الحضرمي، قارئ أهل البصرة في عصره، وقال عنه بعض أهل العلم: لولا أن ابن مجاهد سبقني إلى حمزة لجعلت مكانه يعقوب الحضرمي، إمام جامع البصرة، وإمام قراء البصرة في زمانه، وفي رأس المائتين.
شيوخه: قرأ القرآن على: أبي المنذر، سلام بن سليم، وعلى أبي الأشهب العطاردي، ومهدي بن ميمون، وشهاب بن شرقة.
تلامذته: قرأ عليه: روح بن عبد المؤمن، ومحمد بن المتوكل رويس، وأبو حاتم السجستاني وأبو عمر الدوري، وخلق سواهم.

## مدى انتشار القراءة البصرية في العالم الإسلامي
كان لكل مصر من الأمصار القراءة الخاصة، ففي مكة كانوا يقرؤون بقراءة ابن كثير، وفي المدينة بقراءة نافع وأبي جعفر، وفي الشام بقراءة ابن عامر، وفي البصرة بقراءة أبي عمرو، ويعقوب، وفي الكوفة بقراءة حمزة وعاصم.
فإلى القرن الخامس الهجري كانت قراءة يعقوب الحضرمي هي القراءة التي كان يقرأ بها أهل البصرة، ثم عادت قراءة أبي عمرو إلى الواجهة مرة أخرى، وأصبحت رواية حفص الدوري عن أبي عمرو البصري هي القراءة السائدة في البصرة، ثم انتقلت إلى الكوفة، وانتشرت هناك مع الزمن، حتى طغت على أهل العراق، والحجاز، والشام، ومصر، والسودان، وشرق إفريقيا إلى القرن العاشر الهجري.
وهذا واقع لما قاله شعبة، فقد روى وهب بن جرير، قال لي شعبة: تمسك بقراءة أبي عمرو فإنها ستصير للناس إسنادًا، قال ابن الجزري: «وقد صح ما قاله شعبة رحمه الله، فالقراءة التي عليها الناس اليوم بالشام، والحجاز، واليمن، ومصر، هي قراءة أبي عمرو، فلا تكاد تجد أحدا يلقن القرآن إلا على حرفه، خاصة في الفرش، وقد يخطئون في الأصول».
وحتى بعد أن اعتمد العثمانيون قراءة حفص عن عاصم كقراءة رسمية، لجميع المناطق التي تحت إمرتهم، حافظت رواية حفص الدوري عن أبي عمرو البصري، على ذيوعها وانتشارها في: الصومال، والسودان، وتشاد، ونيجيريا، وغيرها.